# Evan Hoyt
Evan Hoyt (* 16. Januar 1995 in Torreón, Mexiko) ist ein britischer Tennisspieler aus Wales.

## Karriere
Evan Hoyt spielte bereits auf der ITF Junior Tour über 200 Matches. Dabei spielte er durch Wildcards nur beim Grand-Slam-Turnier der Junioren in Wimbledon von 2011 bis 2013 jeweils im Einzel und Doppel. Er überstand dort nur einmal die erste Runde. Sein bestes Ranking war ein 53. Rang im Januar 2013.
Bei den Profis spielte er ab 2013 regelmäßig auf der drittklassigen ITF Future Tour. Hier gewann er im Doppel auch seine ersten beiden Titel und stand erstmals auch unter den besten 1000 Spielern in der Tennisweltrangliste. Im Einzel schaffte er dies erst 2015, dem Jahr, wo er auch seine ersten zwei Einzeltitel bei Futures gewann. Insgesamt errang er bis Ende 2018 im Einzel drei Titel und im Doppel neun Titel. Nach 2017, als er kaum spielte, wurde 2018 sein bislang bestes Jahr. Nach guten Ergebnissen bei Futures konnte er auch erstmals an den höher dotierten Challengers teilnehmen. In Traralgon gewann er sein erstes Einzelmatch dieses Niveaus gegen Blake Ellis, im Doppel holte er an der Seite von Wu Tung-lin bei seinem ersten Challenger überhaupt in Canberra direkt den Titel. Wenig später am 12. November stand er im Doppel mit Platz 266 auf seinem Karrierehoch, im Einzel erreichte er diesen mit Rang 440 zwei Wochen zuvor.

## Erfolge
| Legende (Anzahl der Siege)  |
| Grand Slam                  |
| ATP World Tour Finals       |
| ATP World Tour Masters 1000 |
| ATP World Tour 500          |
| ATP World Tour 250          |
| ATP Challenger Tour (1)     |

### Doppel

#### Turniersiege
| Nr. | Datum            | Turnier  | Belag     | Partner     | Finalgegner                 | Ergebnis          |
| --- | ---------------- | -------- | --------- | ----------- | --------------------------- | ----------------- |
| 1.  | 4. November 2018 | Canberra | Hartplatz | Wu Tung-lin | Jeremy Beale Thomas Fancutt | 7:65, 5:7, [10:8] |